# Ejército del Este
El Ejército del Este fue una unidad el Ejército Popular de la República que operó durante la Guerra Civil Española. Bajo su jurisdicción se hallaban las fuerzas republicanas desplegadas en el llamado Frente de Aragón. Posteriormente este ejército operó en Cataluña, defendiendo la línea defensiva republicana del río Segre.

## Historia
Tras el estallido de la Guerra civil la Generalidad de Cataluña buscó crear un Ejército propio, independiente de la estructura órganica del Ejército republicano que operaba en el resto de la zona republicana. El 6 de diciembre la Consejería de Defensa decretó la creación del llamado Ejército Popular de Cataluña. Sin embargo, este ejército existió más sobre el papel que en la realidad, ya que las milicias anarquistas siguieron teniendo una gran autonomía y en muchos casos no se procedió a la militarización. Tras los Sucesos de mayo de 1937, el Gobierno republicano recuperó sus competencias en materia de defensa. El general Sebastián Pozas asumió el mando militar en Cataluña. El Ejército catalán desapareció y sus unidades fueron integradas en el Ejército republicano. Todas estas unidades quedaron integradas en el recién creado Ejército del Este, que pasó a guarnecer el Frente de Aragón. Las antiguas milicias fueron militarizadas forzosamente y asumieron la organización del Ejército republicano.
El decreto que creó el Ejército del Este también estableció la creación de tres nuevos Cuerpos de Ejército —X, XI y XII— en los que se integrarían las nuevas divisiones salidas de las desaparecidas columnas milicianas. El coronel Vicente Guarner Vivancos fue nombrado jefe de Estado Mayor del Ejército del Este.
A lo largo del verano de 1937 el nuevo ejército lanzó diversas ofensivas en el hasta entonces secundario Frente de Aragón con el objetivo de distraer fuerzas enemigas que acosaban a las fuerzas republicanas en Madrid y en el frente del Norte. En junio se lanzó una potente ofensiva contra Huesca, que se saldó con un fracaso. A finales de agosto se emprendió una ofensiva de aún más calibre, esta vez dirigida contra Zaragoza, aunque el epicentro de las operaciones estuvo en Belchite. Las fuerzas del Ejército del Este todavía lanzarían dos nuevas ofensivas a comienzos del otoño: una nueva tentativa contra Zaragoza y la llamada Ofensiva de Biescas, en la comarca oscense de Alto Gállego.
En marzo de 1938 el Ejército franquista lanzó una potente ofensiva contra las líneas republicanas en el Frente de Aragón. En apenas unas semanas el Ejército del Este fue prácticamente destruido por las acometidas «nacionales», perdiendo además una importante cantidad de terreno. Como consecuencia, el general Pozas fue destituido y en su lugar se nombró al teniente coronel Juan Perea Capulino para ocupar su lugar. Se procedió en su lugar a crear un nuevo ejército.
A partir de abril de 1938 el río Segre pasó a ser la nueva línea defensiva defendida por el Ejército del Este. En mayo sus fuerzas participaron en la Ofensiva de Balaguer, que entre otros objetivos buscaba probar la capacidad de las nuevas fuerzas del Ejército del Este. La ofensiva no obtuvo los frutos apetecidos, por lo que desde entonces se centró en su función defensiva. A partir de junio quedó integrado dentro del Grupo de Ejércitos de la Región Oriental, bajo el mando supremo del general Juan Hernández Saravia. A finales de 1938, tras el comienzo de la Ofensiva de Cataluña, durante los primeros días de la misma el Ejército del Este mantuvo una enconada resistencia frente al avance enemigo. Hubo ciertas unidades como fue el caso de una brigada de la 26.ª División, que fueron especialmente felicitadas por las autoridades republicanas. Sin embargo, tras sufrir un fuerte desgaste, sus fuerzas hubieron de emprender la retirada hacia el norte. El ejército quedó disuelto cuando a comienzos de febrero sus unidades cruzaron la frontera francesa.

## Mandos
Comandantes
- General Sebastián Pozas Perea;
- Coronel Juan Perea Capulino;[9]

Jefe de Estado Mayor
- Teniente coronel Vicente Guarner Vivancos;[12][6]
- Teniente coronel Javier Linares Aranzabe;
- Coronel Aniceto Carvajal Sobrino;[13]

Comisarios políticos
- Crescenciano Bilbao, del PSOE;[14]
- Eduardo Castillo Blasco, del PSOE;[15]
- José Ignacio Mantecón, de IR;[16]

Comandante general de artillería
- teniente coronel de artillería Ricardo Ballinas Pasarón;

Comandante general de ingenieros
- coronel de ingenieros Ramón Martorell Otzet;[17]

## Orden de batalla

### Diciembre de 1937
| Cuerpos de Ejército    | Divisiones adscritas | Sector          |  |
|                        |                      |                 |  |
| X Cuerpo de Ejército   | 43.ª, 31.ª           | Pirineos-Huesca |  |
| XI Cuerpo de Ejército  | 26.ª, 29.ª, 32.ª     | Zaragoza-Ebro   |  |
| XII Cuerpo de Ejército | 30.ª, 44.ª, 24.ª     | Alfambra-Teruel |  |

### Julio de 1938
| Cuerpos de Ejército      | Divisiones adscritas | Sector            |  |
|                          |                      |                   |  |
| X Cuerpo de Ejército     | 30.ª, 31.ª, 34.ª     | Balaguer-Segre    |  |
| XI Cuerpo de Ejército    | 26.ª, 32.ª, 55.ª     | Noguera Pallaresa |  |
| XVIII Cuerpo de Ejército | 27.ª, 60.ª, 72.ª     | Reserva General   |  |